# Akademisk Boldklub Copenhague
Maillots
L'Akademisk Boldklub est un club danois de football basé à Gladsaxe.

## Historique
- 1889 : fondation du club
- 1968 : 1re participation à une Coupe d'Europe (C1, saison 1968/69)

## Palmarès
- Championnat du Danemark
  - Champion (9) : 1919, 1921, 1937, 1943, 1945, 1947, 1951, 1952, 1967

- Coupe du Danemark
  - Vainqueur (1) : 1999
  - Finaliste (3) : 1956, 1995, 2001

- Supercoupe du Danemark
  - Vainqueur (1) : 1999

- Championnat du Danemark de deuxième division
  - Champion (2) : 1965, 1972